# マン・メイド (ティーンエイジ・ファンクラブのアルバム)
『マン・メイド』（原題：Man-Made）は、イギリスのオルタナティヴ・ロック・バンド、ティーンエイジ・ファンクラブが2005年に発表したスタジオ・アルバム。

## 背景
バンドの母国イギリスでは、自主レーベルPeMaからリリースされた。バンドはソニー・ミュージックとの契約を失った後、ドミノ・レコーズと契約しようとするが成立せず、最終的には自分達でアルバムをリリースすることにした。アメリカではマージ・レコードからリリースされた。
本作のプロデュースは、トータスやザ・シー・アンド・ケイクのメンバーとして知られるジョン・マッケンタイアによる。ノーマン・ブレイクは、マッケンタイアを起用した理由について「僕達はジョンがステレオラブのレコードでしてきた仕事が気に入っていた」と語っている。レコーディングはシカゴで5週間にわたって行われ、バンドは2004年の夏にイギリスへ戻ってミキシングを行った。なお、アルバムのクレジットには、ウィルコからギターを借りたことに対する謝辞が記されている。

## 反響
本作は2005年5月21日付の全英アルバムチャートで34位を記録。スウェーデンでは、5月19日付のアルバム・チャートで初登場20位となって自身初のトップ20入りを果たし、2週トップ40入りした。

## 収録曲
1. イッツ・オール・イン・マイ・マインド - "It's All in My Mind" (Norman Blake) - 3:41
2. タイム・ストップス - "Time Stops" (Gerard Love) - 4:11
3. ノーウェア - "Nowhere" (Raymond McGinley) - 3:40
4. セーヴ - "Save" (G. Love) - 4:14
5. スロウ・フェード - "Slow Fade" (N. Blake) - 1:54
6. オンリー・ウィズ・ユー - "Only with You" (R. McGinley) - 4:21
7. セルズ - "Cells" (N. Blake) - 3:20
8. フィール - "Feel" (R. McGinley) - 3:51
9. フォールン・リーヴズ - "Fallen Leaves" (G. Love) - 3:31
10. フロウイング - "Flowing" (N. Blake) - 3:01
11. ボーン・アンダー・ア・グッド・サイン - "Born Under a Good Sign" (G. Love) - 3:00
12. ドント・ハイド - "Don't Hide" (R. McGinley) - 4:00

## 参加ミュージシャン
- ノーマン・ブレイク - ボーカル、ギター
- レイモンド・マッギンリー - ボーカル、ギター
- ジェラード・ラヴ - ボーカル、ベース
- フランシス・マクドナルド - ドラムス

ゲスト・ミュージシャン
- ジョン・マッケンタイア - ピアノ(on #6)
- John McCusker - ヴァイオリン、ヴィオラ